# NGC 3008
NGC 3008 је спирална галаксија у сазвежђу Велики медвед која се налази на NGC листи објеката дубоког неба.
Деклинација објекта је + 44° 6' 10" а ректасцензија 9h 49m 34,1s. Привидна величина (магнитуда) објекта NGC 3008 износи 14,6 а фотографска магнитуда 15,5. NGC 3008 је још познат и под ознакама MCG 7-20-59, CGCG 210-39, PGC 28252.